# トマス・ラウザー (第2代準男爵)
トマス・ラウザー卿(第2代準男爵)（英語: Sir Thomas Lowther, 2nd Baronet、1699年ごろ – 1745年3月23日）は、グレートブリテン王国の政治家。1722年から1745年まで庶民院議員を務めた。

## 生涯
初代準男爵サー・ウィリアム・ラウザーと妻キャサリン（Catherine、旧姓プレストン（Preston）、トマス・プレストンの娘）の息子として、1699年ごろに生まれた。1705年4月に父が死去すると、準男爵位を継承した。
母がプレストン家の領地を継承したことでランカスター選挙区に影響力を有するようになり、1722年イギリス総選挙でランカスターから立候補して当選した。1727年と1734年の総選挙では選挙戦を制して再選、1741年イギリス総選挙では無投票で再選した。議会では特定の党派に属さず、1733年の消費税法案に反対票を投じ、1734年の七年議会法廃止法案に賛成票を投じたものの、1739年のパルド協定をめぐる採決では欠席した。
遠戚にあたる第4代準男爵サー・ジェームズ・ラウザー（1673年 – 1755年）の遺産相続人とされたが、トマス・ラウザーはアルコール依存だった。この事実がジェームズ・ラウザーに知られると、トマスが遺産相続から外される可能性があったため、ジェームズはこのことについて知らされなかったという。ただし、トマスは結局ジェームズに先立って死去した。
1745年3月23日にバースで死去、息子ウィリアムが準男爵位を継承した。

## 家族
1723年7月、エリザベス・キャヴェンディッシュ（Elizabeth Cavendish、1747年11月7日没、第2代デヴォンシャー公爵ウィリアム・キャヴェンディッシュの娘）と結婚、1男をもうけた。エリザベスは精神疾患を患っていたという。
- ウィリアム（1727年ごろ – 1756年4月15日） - 第3代準男爵[5]